# Flachmoore von nationaler Bedeutung im Kanton Jura
Hier sind die Flachmoore von nationaler Bedeutung im Kanton Jura aufgelistet. Die Flachmoore von nationaler Bedeutung im Kanton Jura sind in der Schweiz durch die Flachmoorverordnung des Bundes geschützt (französisch Ordonnance sur la protection des bas-marais d’importance nationale, italienisch Ordinanza sulla protezione delle paludi d’importanza nazionale). Die Verordnung stützt sich auf das Bundesgesetz vom 1. Juli 1966 über den Natur- und Heimatschutz.
Die aufgelisteten Flachmoore sind Teil des Bundesinventars der Flachmoore von nationaler Bedeutung. Die Europäische Umweltagentur (European Environment Agency) koordiniert die Daten der europäischen Mitglieder. Die inventarisierten Flachmoore von nationaler Bedeutung der Schweiz führen in der internationalen Datenbank den Code «CH04».

## Ziel
Ziel der Flachmoorverordnung sind der Schutz dieser Flachmoore, die Erhaltung und Förderung der standortheimischen Pflanzen- und Tierwelt und ihrer ökologischen Grundlagen sowie die Erhaltung der geomorphologischen Eigenart. Die Gebiete sind offiziell ausgewiesene Schutzgebiete in Natur- und Landschaftsschutz.

## IUCN-Kategorie
Die Flachmoore von nationaler Bedeutung in der Schweiz sind in der IUCN-Kategorie IV registriert. Diese umfasst Biotop- und Artenschutzgebiete mit einem Management, das ein gezieltes Monitoring und regelmässige Eingriffe zur Erhaltung des Schutzgebietes vorsieht, wie beispielsweise zur Verhinderung der Verbuschung und Verwaldung.

## Herkunft der Daten
Die Aufstellung entspricht der Liste im Anhang 1 zur Flachmoorverordnung des Bundes vom 7. September 1994, die am 1. Oktober 1994 in Kraft trat und zuletzt am 12. Mai 2021 aktualisiert wurde. Von dort stammen die Nummer des Objekts, die Angabe zur Fläche inklusive umliegender Pufferzonen, die Angabe zur Standortgemeinde und zum Jahr der Ausweisung sowie der Link zur Lokalisierung des Objekts auf der dynamischen Karte von Swisstopo und die Geokoordinaten, die auf der Basis der Schweizer Landeskoordinaten mittels Umrechnungstool NAVREF des Bundesamtes für Landestopografie in einen internationalen Standard transformiert wurden. Von der Common Database on Designated Areas der Europäischen Umweltagentur (IUCN) stammen die Angaben zur IUCN-Kategorie und der CDDA-Sitecode mit dem Link zu deren Karte.

## Liste der Flachmoore im Kanton Jura
| Objekt (Swisstopo) | Gebietsname Lokalität                 | Standort- gemeinde(n)   | CDDA- Sitecode    | Fläche in ha | Koordinate            | Jahr der Ausweisung   | Bild |
| ------------------ | ------------------------------------- | ----------------------- | ----------------- | ------------ | --------------------- | --------------------- | --- |
| 488                | Tourbières de Chanteraine             | Le Noirmont             | 166715            | 3,34         | ⊙                     | 1994, 2017            | Bild gesucht Die Wikipedia wünscht sich an dieser Stelle ein Bild vom hier behandelten Ort. Falls du dabei helfen möchtest, erklärt die Anleitung , wie das geht. BW |
| 492                | Les Coeudres                          | Damphreux               | 348017            | 6,23         | ⊙                     | 2007                  | Bild gesucht Die Wikipedia wünscht sich an dieser Stelle ein Bild vom hier behandelten Ort. Falls du dabei helfen möchtest, erklärt die Anleitung , wie das geht. BW |
| 493                | Champs de Manche                      | Bonfol                  | 555597067         | 5,00         | ⊙                     | 2017                  | Bild gesucht Die Wikipedia wünscht sich an dieser Stelle ein Bild vom hier behandelten Ort. Falls du dabei helfen möchtest, erklärt die Anleitung , wie das geht. BW |
| 494                | Neuf Etang                            | Bonfol                  | 166489            | 5,12         | ⊙                     | 1994, rev. 2017       | Bild gesucht Die Wikipedia wünscht sich an dieser Stelle ein Bild vom hier behandelten Ort. Falls du dabei helfen möchtest, erklärt die Anleitung , wie das geht. BW |
| 1298               | La Tourbière des Enfers               | Le Bémont, Les Enfers   | 166595            | 3,82         | ⊙                     | 1994, rev. 2017       | Bild gesucht Die Wikipedia wünscht sich an dieser Stelle ein Bild vom hier behandelten Ort. Falls du dabei helfen möchtest, erklärt die Anleitung , wie das geht. BW |
| 1299               | Forêt du Péché                        | Le Bémont               | 555597080         | 3,75         | ⊙                     | 2017                  | Bild gesucht Die Wikipedia wünscht sich an dieser Stelle ein Bild vom hier behandelten Ort. Falls du dabei helfen möchtest, erklärt die Anleitung , wie das geht. BW |
| 1300               | Plain de Saigne                       | Montfaucon              | 166603            | 10,86        | ⊙                     | 1994, rev. 2017       | Bild gesucht Die Wikipedia wünscht sich an dieser Stelle ein Bild vom hier behandelten Ort. Falls du dabei helfen möchtest, erklärt die Anleitung , wie das geht. BW |
| 1302               | Les Embreux                           | Lajoux, Les Genevez     | 166632            | 6,35         | ⊙                     | 1994, rev. 2017       | Bild gesucht Die Wikipedia wünscht sich an dieser Stelle ein Bild vom hier behandelten Ort. Falls du dabei helfen möchtest, erklärt die Anleitung , wie das geht. BW |
| 1303               | Dos le Cras                           | Lajoux                  | 166593            | 3,84         | ⊙                     | 1994, rev. 2017       | Bild gesucht Die Wikipedia wünscht sich an dieser Stelle ein Bild vom hier behandelten Ort. Falls du dabei helfen möchtest, erklärt die Anleitung , wie das geht. BW |
| 1306               | Saignes des Fondrais                  | Saignelégier            | 166665            | 6,82         | ⊙                     | 1994, rev. 2017       | Bild gesucht Die Wikipedia wünscht sich an dieser Stelle ein Bild vom hier behandelten Ort. Falls du dabei helfen möchtest, erklärt die Anleitung , wie das geht. BW |
| 1307               | Les Royes                             | Le Bémont, Saignelégier | 166656            | 20,30        | ⊙                     | 1994, rev. 2017       | Bild gesucht Die Wikipedia wünscht sich an dieser Stelle ein Bild vom hier behandelten Ort. Falls du dabei helfen möchtest, erklärt die Anleitung , wie das geht. BW |
| 1308               | Les Rouges Terres                     | Le Bémont               | 555597081         | 8,54         | ⊙                     | 2017                  | Bild gesucht Die Wikipedia wünscht sich an dieser Stelle ein Bild vom hier behandelten Ort. Falls du dabei helfen möchtest, erklärt die Anleitung , wie das geht. BW |
| 1309               | Gros Bois Derrière                    | Le Bémont, Saignelégier | 166664            | 28,58        | ⊙                     | 1994, rev. 2017       | Bild gesucht Die Wikipedia wünscht sich an dieser Stelle ein Bild vom hier behandelten Ort. Falls du dabei helfen möchtest, erklärt die Anleitung , wie das geht. BW |
| 1310               | Le Droit                              | Le Bémont, Montfaucon   | 166643            | 10,35        | ⊙                     | 1994, rev. 2017       | Bild gesucht Die Wikipedia wünscht sich an dieser Stelle ein Bild vom hier behandelten Ort. Falls du dabei helfen möchtest, erklärt die Anleitung , wie das geht. BW |
| 3821               | Le Colliard                           | Courroux                | 555597119         | 4,09         | ⊙                     | 2017                  | Bild gesucht Die Wikipedia wünscht sich an dieser Stelle ein Bild vom hier behandelten Ort. Falls du dabei helfen möchtest, erklärt die Anleitung , wie das geht. BW |
| 3901               | En Pratchie                           | Damphreux               | 348003            | 5,74         | ⊙                     | 2007                  | Bild gesucht Die Wikipedia wünscht sich an dieser Stelle ein Bild vom hier behandelten Ort. Falls du dabei helfen möchtest, erklärt die Anleitung , wie das geht. BW |
| 6003               | Creux de l’Epral                      | Le Noirmont             | 555597122         | 2,13         | ⊙                     | 2017                  | Bild gesucht Die Wikipedia wünscht sich an dieser Stelle ein Bild vom hier behandelten Ort. Falls du dabei helfen möchtest, erklärt die Anleitung , wie das geht. BW |
| 6004               | La Tourbière de La Chaux-des-Breuleux | La Chaux-des-Breuleux   | 555597123         | 1,91         | ⊙                     | 2017                  | Bild gesucht Die Wikipedia wünscht sich an dieser Stelle ein Bild vom hier behandelten Ort. Falls du dabei helfen möchtest, erklärt die Anleitung , wie das geht. BW |
| 6005               | La Tourbière au sud des Veaux         | Les Genevez             | 555597124         | 1,17         | ⊙                     | 2017                  | Bild gesucht Die Wikipedia wünscht sich an dieser Stelle ein Bild vom hier behandelten Ort. Falls du dabei helfen möchtest, erklärt die Anleitung , wie das geht. BW |
| 6006               | Tourbière à l’ouest de Prédame        | Les Genevez             | 555597125         | 4,38         | ⊙                     | 2017                  | Bild gesucht Die Wikipedia wünscht sich an dieser Stelle ein Bild vom hier behandelten Ort. Falls du dabei helfen möchtest, erklärt die Anleitung , wie das geht. BW |
| 6007               | La Couaye                             | Lajoux                  | 555597126         | 0,56         | ⊙                     | 2017                  | Bild gesucht Die Wikipedia wünscht sich an dieser Stelle ein Bild vom hier behandelten Ort. Falls du dabei helfen möchtest, erklärt die Anleitung , wie das geht. BW |
| 21                 | Objekte insgesamt                     | Objekte insgesamt       | Objekte insgesamt | 142,88       | ha gesamte Moorfläche | ha gesamte Moorfläche | ha gesamte Moorfläche |